# Vinička vas
Vinička vas este o localitate din comuna Lenart, Slovenia, cu o populație de 147 de locuitori.